# Hippolyte Bis
Hippolyte Louis Florent Bis (29 d'agost de 1789 – 3 de març de 1855) fou un dramaturg i llibretista francès, conegut per haver escrit el llibert de l'òpera Guillaume Tell per a Giachino Rossini, estrenada el 1829, conjuntament amb Étienne de Jouy.

## Obra

### Teatre
- Lothaire, tragèdia en 3 actes i en vers, amb François Hay, 1817
- Attila, tragédie en 5 actes, París, Théâtre de l'Odéon, 26 d'abril de 1822
- Blanche d'Aquitaine, ou le Dernier des Carlovingiens, tragèdia en 5 actes, París, Théâtre-Français, 29 d'octubre de 1827
- Jeanne de Flandre, ou Régner à tout prix, tragédie, creat pel Théâtre-Français a la salle Richelieu el 29 d'octubre de 1845, una actuació única

### Òpera
- Guillaume Tell, òpera en 4 actes, amb Étienne de Jouy, música de Rossini, París, Académie royale de musique, 3 d'agost de 1829

### Diversos
- Le Cimetière, poema líric, 1822
- La Marseillaise du Nord, cantada el 6 de desembre de 1830, en un banquet dels Gardes nationaux de Lille et de Douai.
- Notice sur le Mal Mortier, duc de Trévise, mort assassiné près du roi, le 28 juillet 1835, suivie du programme de l'inauguration de sa statue, 16 de setembre de 1838 al Catteau-Cambrésis
- La Flamande, chansonnette en 12 cuplets en vers, a la reunió infantil del Nord del 29 d'abril de 1839
- Le Général Guilleminot, esquisse historique, 1842